# ベーヴェルンゲン
ベーヴェルンゲン (ドイツ語:  Beverungen, ドイツ語発音: [ˈbeːvərʊŋən] ( 音声ファイル)) は、ドイツ連邦共和国ノルトライン＝ヴェストファーレン州デトモルト行政管区のヘクスター郡に属す市である。本市は、ノルトライン＝ヴェストファーレン州 – ニーダーザクセン州 – ヘッセン州の3州境界に直接面している。

## 地理

### 位置
ベーヴェルンゲンはオストヴェストファーレンの東端に位置する。ゾリングのヴェーザー川を挟んだ対岸であるヴェーザーベルクラントの南部にあたる。ヴェーザー川はここではノルトライン＝ヴェストファーレン州とニーダーザクセン州南部との境界をなしている。市域の南端で南西から流れてきたベーヴァー川がヴェーザー川に合流する。地形上の区分によれば、本市東部のヴェーザー川に近い地区はホルツミンデナー・ヴェーザータールに属し、西部は高度の高いオーバーヴェルダー・ラントに属す。
ベーヴェルンゲンから東南東に直線距離で約 5 km にヘッセン州北端のバート・カールスハーフェンおよびゾリングの南端があり、ノルトライン＝ヴェストファーレン州 – ヘッセン州 – ニーダーザクセン州の3州境界となっている。

### 地質学

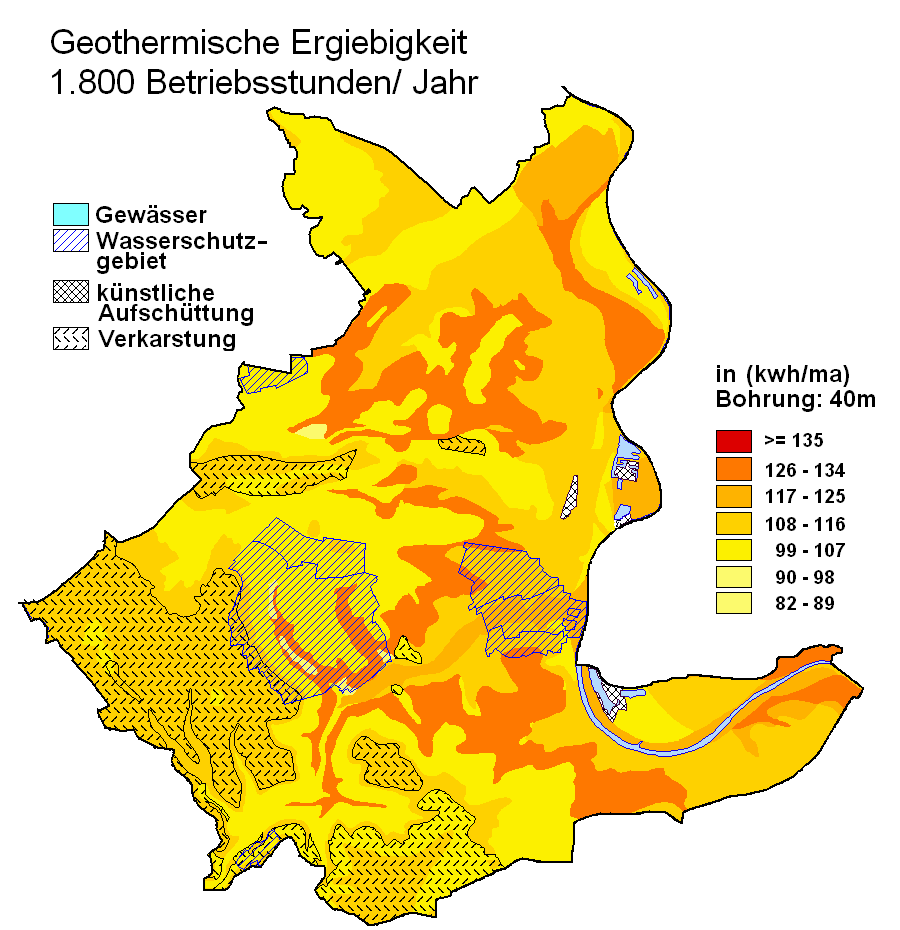
ベーヴェルンゲンの地熱分布図

ベーヴェルンゲン市域は、氾濫原に近い、主に石灰岩で構成されており、一部には三畳紀の泥岩、シルト岩、砂岩もある。これらの岩盤は、2億4500万年前から2億3000万年前にここにあった海の堆積物であり、石灰岩の中には化石化した海洋生物がしばしば見られる。ランゲンタールからアーメルンクセンへのラインは大部分が石灰岩の地盤であり、マールもほとんどない。ただし、ハールブリュック南西の境界地域や、ティーテルゼンとダルハウゼンとの間のいくつかの高地は例外である。ここにはコイパー統の砂岩や苦灰岩がある。ヴェーザー川沿いの草地や、ネーテ川、シュプリング川、ベーヴァー川の谷の縁はブンター統の泥灰岩、シルト岩、砂岩で縁取られている。
高台では、黄砂の農耕地が主である。これ以外に様々な地質構造があるが、いずれも普通から高い収穫率を有している。
ベーヴェルンゲンの市域は、地熱ゾンデによる地熱源やヒートポンプによる地熱採取については、「良好」から「極めて良好」な状態にある（右図参照）。

### 市域の広がりと土地利用
「クライネ・ミッテルシュタット」（小さな中規模都市）に位置づけられるベーヴェルンゲン市の面積は 97.84 km2 で、南北軸の最大長は約 14 km、東西軸の最大長は約 14.5 km である。
| 用途別土地面積 | 農地   | 森林   | 宅地、空き地 産業用地 | 交通用地 | 水域  | スポーツ用地 緑地 | その他 |
| -------------- | ------ | ------ | --------------------- | -------- | ----- | ----------------- | ------ |
| 面積 (km2)     | 49.83  | 34.11  | 5.83                  | 5.25     | 2.10  | 0.65              | 0.32   |
| 占有率         | 50.8 % | 34.8 % | 5.9 %                 | 5.4 %    | 2.1 % | 0.7 %             | 0.3 %  |

### 隣接する市町村
ベーヴェルンゲンは、南西はボルゲントライヒ、西はブラーケル、北はヘクスター（以上、いずれもノルトライン＝ヴェストファーレン州ヘクスター郡）、東はザムトゲマインデ・ボフツェンに属すボフツェン、フュルステンベルク、ラウエンフェルデ（ニーダーザクセン州ホルツミンデン郡）および市町村に属さないゾリング地区（ニーダーザクセン州ノルトハイム郡）、南西はバート・カールスハーフェン、南はトレンデルブルク（ともにヘッセン州カッセル郡）と境を接している。

### 市の構成
基本条例の § 3 Abs. 1 によれば、ベーヴェルンゲン市は以下の 12地区からなる。これらの地区は、1970年以前にはアムト・ベーヴェルンゲンに属す独立した町村であった。
| 地区             | 地区       | 人口（人） | ベーヴェルンゲン市の地区図 |
| ---------------- | ---------- | ---------- | -------------------------- |
| アーメルンクセン | Amelunxen  | 1,300      | ベーヴェルンゲン市の地区図 |
| ベーヴェルンゲン | Beverungen | 6,550      | ベーヴェルンゲン市の地区図 |
| ブランケナウ     | Blankenau  | 300        | ベーヴェルンゲン市の地区図 |
| ダルハウゼン     | Dalhausen  | 2,000      | ベーヴェルンゲン市の地区図 |
| ドレンケ         | Drenke     | 400        | ベーヴェルンゲン市の地区図 |
| ハールブリュック | Haarbrück  | 550        | ベーヴェルンゲン市の地区図 |
| ヘルシュテレ     | Herstelle  | 1,000      | ベーヴェルンゲン市の地区図 |
| ヤーコプスベルク | Jakobsberg | 300        | ベーヴェルンゲン市の地区図 |
| ローテ           | Rothe      | 200        | ベーヴェルンゲン市の地区図 |
| ティーテルゼン   | Tietelsen  | 250        | ベーヴェルンゲン市の地区図 |
| ヴェールデン     | Wehrden    | 950        | ベーヴェルンゲン市の地区図 |
| ヴュルガッセン   | Würgassen  | 1,000      | ベーヴェルンゲン市の地区図 |

### 気候
| バート・ドリーブルクおよびニーハイムの長期平均気候データの気候 | バート・ドリーブルクおよびニーハイムの長期平均気候データの気候 | バート・ドリーブルクおよびニーハイムの長期平均気候データの気候 | バート・ドリーブルクおよびニーハイムの長期平均気候データの気候 | バート・ドリーブルクおよびニーハイムの長期平均気候データの気候 | バート・ドリーブルクおよびニーハイムの長期平均気候データの気候 | バート・ドリーブルクおよびニーハイムの長期平均気候データの気候 | バート・ドリーブルクおよびニーハイムの長期平均気候データの気候 | バート・ドリーブルクおよびニーハイムの長期平均気候データの気候 | バート・ドリーブルクおよびニーハイムの長期平均気候データの気候 | バート・ドリーブルクおよびニーハイムの長期平均気候データの気候 | バート・ドリーブルクおよびニーハイムの長期平均気候データの気候 | バート・ドリーブルクおよびニーハイムの長期平均気候データの気候 | バート・ドリーブルクおよびニーハイムの長期平均気候データの気候 |
| 月                                                             | 1月                                                            | 2月                                                            | 3月                                                            | 4月                                                            | 5月                                                            | 6月                                                            | 7月                                                            | 8月                                                            | 9月                                                            | 10月                                                           | 11月                                                           | 12月                                                           | 年                                                             |
| -------------------------------------------------------------- | -------------------------------------------------------------- | -------------------------------------------------------------- | -------------------------------------------------------------- | -------------------------------------------------------------- | -------------------------------------------------------------- | -------------------------------------------------------------- | -------------------------------------------------------------- | -------------------------------------------------------------- | -------------------------------------------------------------- | -------------------------------------------------------------- | -------------------------------------------------------------- | -------------------------------------------------------------- | -------------------------------------------------------------- |
| 日平均気温 °C （°F）                                           | 0 (32)                                                         | 1.5 (34.7)                                                     | 4 (39)                                                         | 8 (46)                                                         | 12 (54)                                                        | 15 (59)                                                        | 17 (63)                                                        | 16 (61)                                                        | 14 (57)                                                        | 9 (48)                                                         | 4 (39)                                                         | 2.0 (35.6)                                                     | 8.5 (47.3)                                                     |
| 降水量 mm （inch）                                             | 68.1 (2.681)                                                   | 51.9 (2.043)                                                   | 61.2 (2.409)                                                   | 58.6 (2.307)                                                   | 67.6 (2.661)                                                   | 78.2 (3.079)                                                   | 69.2 (2.724)                                                   | 68.1 (2.681)                                                   | 59.7 (2.35)                                                    | 49.6 (1.953)                                                   | 65.1 (2.563)                                                   | 81.9 (3.224)                                                   | 779.1 (30.673)                                                 |
| 出典：気温 - ベーヴェルンゲン市、降水量 - ドイツ気象庁         |                                                                |                                                                |                                                                |                                                                |                                                                |                                                                |                                                                |                                                                |                                                                |                                                                |                                                                |                                                                |                                                                |

## 歴史
ベーヴェルンゲンは、その建設以後主にパーダーボルン司教の世俗権力下に置かれていたが、元々はザクセン公領であった。14世紀から神聖ローマ帝国内にパーダーボルン司教領主が成立し、16世紀からはニーダーライン＝ヴェストファーレン帝国クライスに属した。ベーヴェルンゲンは、パーダーボルンの領邦会議が開催された 23都市の一つであった。1802年/1803年に司教領はプロイセン王国に占領された。ナポレオン時代には、この街はヴェストファーレン王国の一部であった。結局1815年にベーヴェルンゲンはプロイセン王国に返還され、1871年からドイツ国の一部となった。1945年から1949年までベーヴェルンゲンはイギリス管理地域の一部であり、1946年から行政上ノルトライン＝ヴェストファーレン州の統治下にあり、1949年からはドイツ連邦共和国の行政統治下に置かれた。
冷戦時代、ベルギー軍第43砲兵大隊がブラーケルに守備陣地を設け、1963年から1993年まで移動式地対空ミサイル MIM-23ホークがティーテルゼンに配備されていた。
1978年7月24日、イギリス空軍の戦闘機 F-4 ファントム II がドレンケ地区近郊を低空飛行中に墜落した。イギリス空軍の 2人のパイロットが死亡した。この墜落によって 9件の家屋が軽度の損傷を受け、9人が負傷した。

### 市町村合併
1970年1月1日に、それまで独立した町村であったアーメルンクセン、ブランケナウ、ダルハウゼン、ドレンケ、ハールブリュック、ヘルシュテレ、ヤーコプスベルク、ローテ、ティーテルゼン、ヴェールデン、ヴュルガッセンとベーヴェルンゲン市が合併した。これは、1969年12月2日の「ヘクスター郡の新設に関する法律」に基づいたものである。かつてのアムト・ベーヴェルンゲンは廃止された。

## 住民

### 宗教
ベーヴェルンゲンは伝統的にカトリック信者が多数を占めており、パーダーボルン大司教区に属している。

#### ローマ・カトリック教会

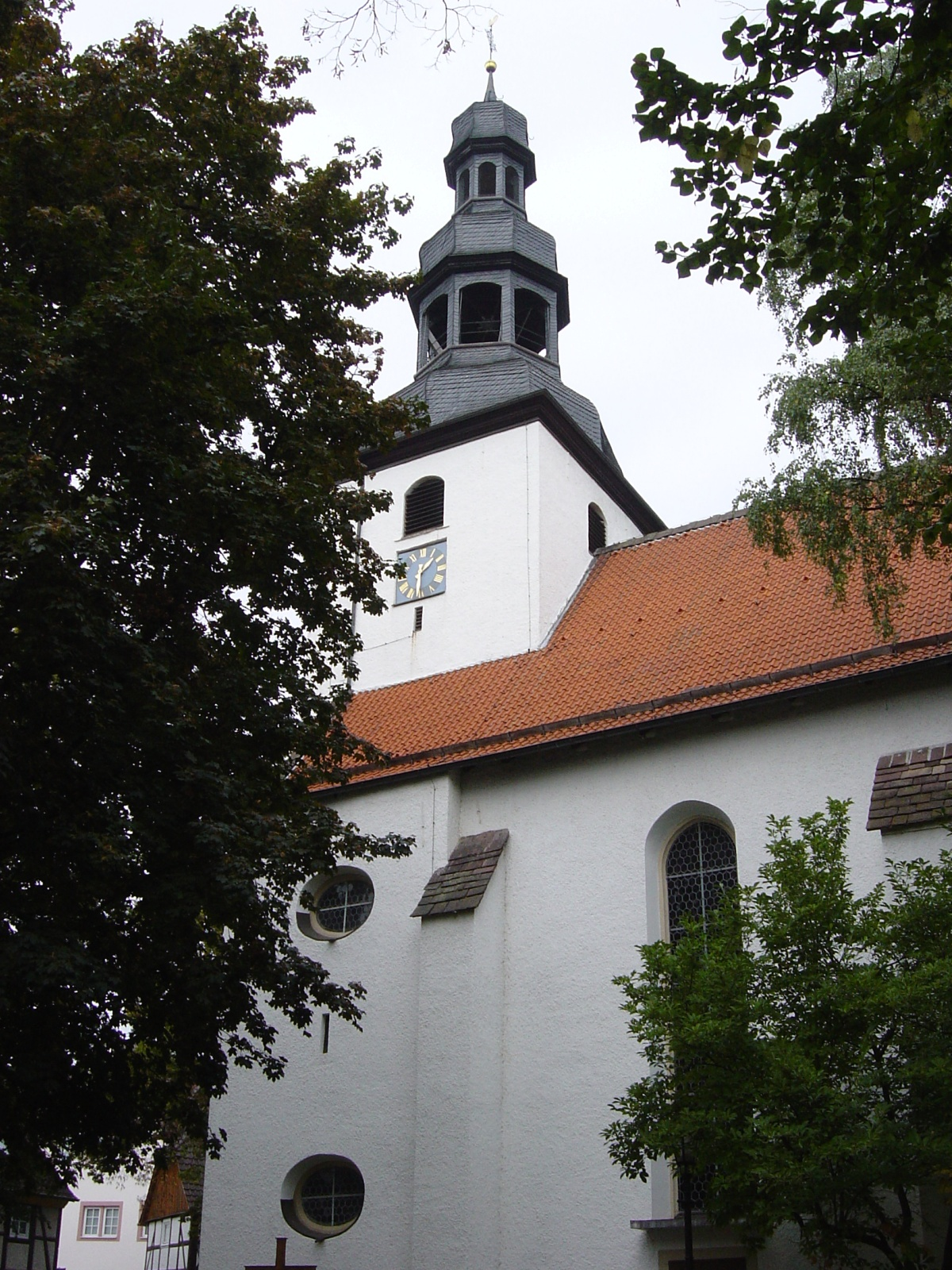
洗礼者聖ヨハネ教会
中世にはすでにベーヴェルンゲンには固有の教区教会が存在したが、三十年戦争によって大きく損傷したために、完全に取り壊さなければならなかった。
17世紀にチロル出身の建築家マルクス・ヴァイラターによって現在の洗礼者聖ヨハネ教会が建設された。
祭壇画は、パーダーボルンの教会画家ヨハン・ゲオルク・ルドルフィによって描かれた。
ヴェーザー通りにある教会の主任司祭館には、約 6,000点のメディアを収蔵する図書室、クローク室、金曜日の午後と土曜日の夕方のミサ後に開店する「アイネ＝ヴェルト＝ラーデン」がある。
聖ペテロおよびパウロ教会
アーメルンクセン地区では、おそらく 9世紀に初めて教会が設けられた。この教会はゲオルク教会という名前であった。
宗教改革が地歩を固めた時代、ベーヴェルンゲンではカトリック信者とプロテスタント信者との間で争いが起き、最終的にプロテスタントの所有権が完全に認めるまで教会の土地は常に両陣営間で揺れ動いた。
1818年から1822年まで、最後のコルヴァイ司教領主となったフェルディナント・フォン・リュニンクは、カトリック信者のための新たな教会を建設した。
この他、各地区には以下の教会組織がある: ブランケナウ（聖ヨーゼフ教会）、ダルハウゼン（聖マリエン教会）、ドレンケ（聖マリア・マグダレーナ教会）、ハールブリュック（聖バルトロメウス教会）、ヤーコプスベルク（聖ヤーコプス・デア・エルテーレ教会）、ヴェールデン（聖家族・聖シュテファヌス教会）、ヴュルガッセン（聖ミヒャエル教会）

#### 福音主義教会

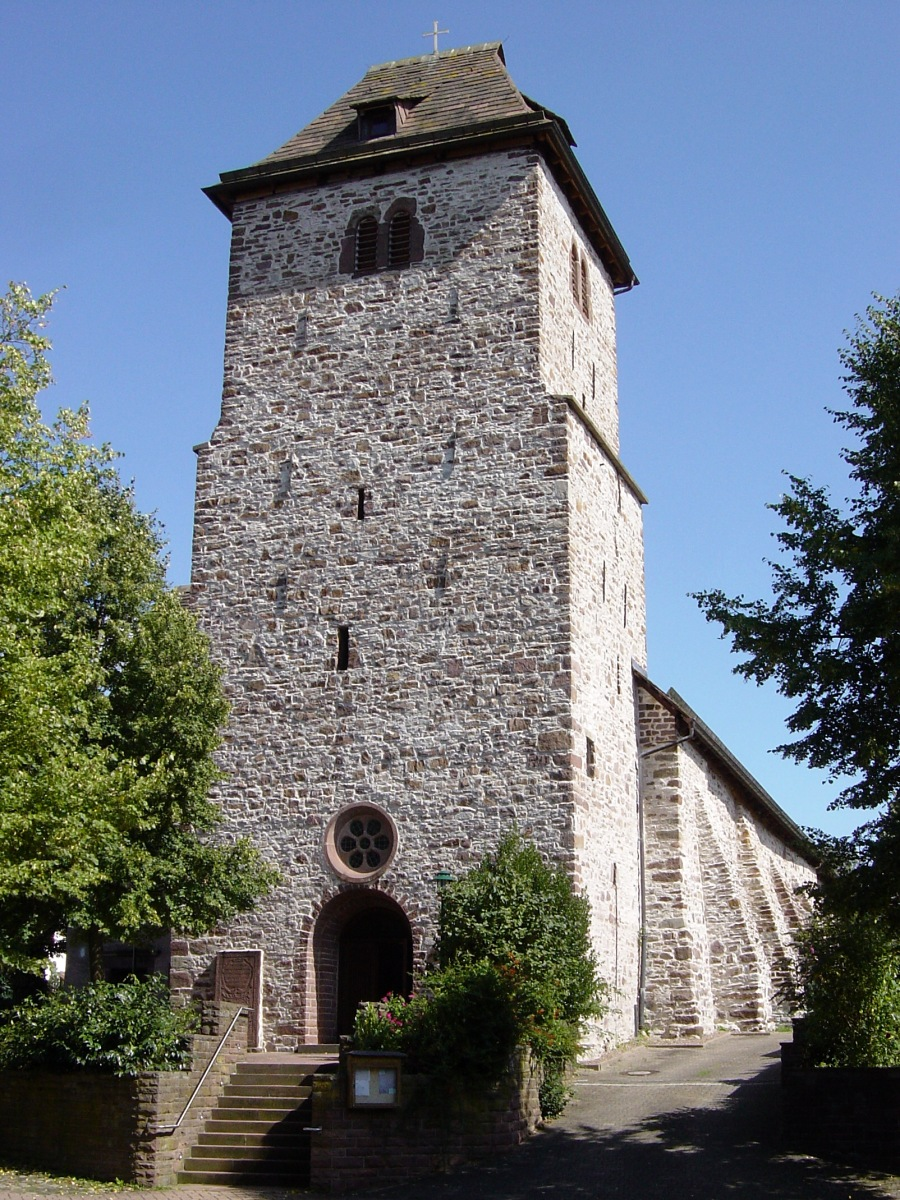
ゲオルク教会
既述のゲオルク教会はロマネスク様式で建設され、1118年に聖別された。
1651年、長い争いの末に福音主義が確定した。これ以後、ベーヴェルンゲン＝アーメルンクセン地区の福音主義教会組織の教区教会となっている。
荒廃した広さ 5,000 m2の教区庭園は新たに整備され、一般公開されている。この庭園には「レーベンスガルテン」という名前が付けられた。
ベーヴェルンゲン福音主義教会
1854年7月から、ベーヴェルンゲン、ダルハウゼン、ハールブリュック、ヘルシュテレ、ヤーコプスベルク、ヴュルガッセンのための福音主義教会組織が成立した。
この教会は1866年の宗教改革の日に聖別された。1967年に改築がなされた。
この教会組織には現在、2,500人の信者が属している。教会は「聖十字教会」と名付けられている。命名は、長年ベーヴェルンゲンで活動しているノイバウアー牧師によってなされた。
教会組織上、この福音主義教会およびその組織は、ヴェストファーレン福音主義教会パーダーボルン教会クライスに属している。
- 聖ペテロおよびパウロ教会
- ベーヴェルンゲン福音主義教会

#### エホバの証人
テンプリナー・ヴェークにエホバの証人教団の王国ホールがある。説教は、オプションでロシア語でも行われる。

### 人口推移
以下の表は、各時点の市域におけるベーヴェルンゲン市の人口推移を示している。また、これとは別に、1970年1月1日の市町村再編で合併した周辺11町村の人口を足した値も表で示した。
1970年までと1987年の数値は人口調査の結果であり、1975年からは州の統計局による研究結果である。1975年、1980年、1985年の値は推定値、1990年以降は1987年の人口調査結果に基づく推定値である。
各時点の市域における人口推移
| 時期              | 人口（人） |
| ----------------- | ---------- |
| 1818年 (12月31日) | 1,592      |
| 1831年 (12月3日)  | 1,918      |
| 1837年 (12月3日)  | 2,017      |
| 1843年 (12月3日)  | 2,168      |
| 1849年 (12月3日)  | 2,144      |
| 1852年 (12月3日)  | 2,052      |
| 1858年 (12月3日)  | 1,902      |
| 1861年 (12月3日)  | 1,863      |
| 1867年 (12月3日)  | 1,754      |
| 1871年 (12月1日)  | 1,659      |
| 1885年 (12月1日)  | 1,868      |
| 1895年 (12月1日)  | 1,983      |

| 時期              | 人口（人） |
| ----------------- | ---------- |
| 1900年 (12月1日)  | 2,173      |
| 1905年 (12月1日)  | 2,352      |
| 1910年 (12月1日)  | 2,534      |
| 1925年 (6月16日)  | 2,748      |
| 1933年 (6月16日)  | 2,924      |
| 1939年 (5月17日)  | 3,103      |
| 1946年 (10月29日) | 4,467      |
| 1950年 (9月13日)  | 4,600      |
| 1961年 (6月6日)   | 4,839      |
| 1969年 (12月31日) | 5,775      |

現在の市域にあたる地域の人口推移
| 時期              | 人口（人） |
| ----------------- | ---------- |
| 1969年 (12月31日) | 14.630     |
| 1970年 (5月27日)  | 14.894     |
| 1974年 (6月30日)  | 15.329     |
| 1975年 (12月31日) | 15.230     |
| 1980年 (12月31日) | 15.339     |
| 1985年 (12月31日) | 14.791     |
| 1987年 (5月25日)  | 14.791     |
| 1990年 (12月31日) | 15.240     |

| 時期              | 人口（人） |
| ----------------- | ---------- |
| 1995年 (12月31日) | 15.703     |
| 2000年 (12月31日) | 15.594     |
| 2005年 (12月31日) | 14.923     |
| 2007年 (12月31日) | 14.632     |
| 2011年 (6月30日)  | 13.999     |
| 2012年 (6月30日)  | 13.752     |
| 2012年 (12月31日) | 13.548     |

## 行政

### 市議会
ベーヴェルンゲン市の市議会は、32議席からなる。

### 市長
市長は、フーベルトゥス・グリム（無所属）である。彼は、2014年3月9日の選挙で、69.26 % の票を得て当選した。

### 紋章、幟、旗、印章

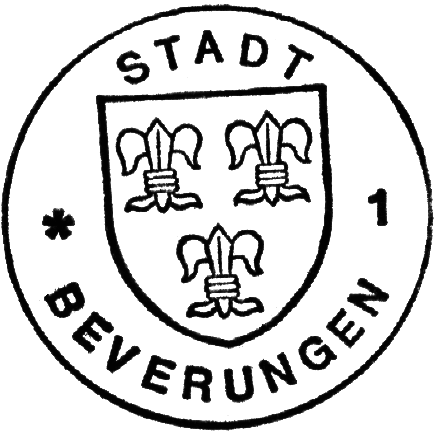
ベーヴェルンゲン市の印章

ベーヴェルンゲン市は、1972年10月12日にデトモルト行政管区長官により、紋章、幟、旗、印章の使用権を与えられた（基本条例§2参照）。紋章のユリ図形は、17世紀に初めて登場する。初めは1輪だけであった。18世紀から現行の紋章が用いられている。このユリはおそらくパーダーボルン司教のシンボルから採られたものである。
紋章記述: 青地に 2:1 の形に配置された3輪の銀のユリ。
幟および旗の記述: 白-青-白-青 1:1:1:1に分割した地の上、青く縁取られた白い幟上部に市の紋章。
印章の記述: 上部に STADT、下部に BEVERUNGEN の文字。中央に紋章のスケッチが描かれている。

### 姉妹都市
ベーヴェルンゲン市の中核市区は以下の都市と姉妹都市協定を結んでいる。
- メール＝レ＝バン（フランス、ソンム県）1964年
- アイヴィーブリッジ（英語版）（イギリス、デヴォン）1975年
- ラーッキュラ（ドイツ語版、英語版）（フィンランド、北カルヤラ県）1975年

ベーヴェルンゲンの他の地区は以下の都市と姉妹都市協定を結んでいる。
- アーメルンクセン: サン＝カンタン＝ラ＝モット＝クロワ＝オー＝バイイ（フランス、ソンム県）1970年
- ダルハウゼン: オー（フランス、ソンム県）1966年
- ヘルシュテレ: サン＝ヴァレリー＝シュル＝ソンム（フランス、ソンム県）1970年
- ヴェールデン: ヴォワナル（ドイツ語版、英語版、フランス語版）（フランス、ソンム県）1965年

## 文化と見所

### 演劇
ベーヴェルンゲンには劇場がない。ただし市立ホールで演劇の上演がなされている。

### 博物館
1994年からダルハウゼン地区に籠細工師博物館がある。400 m2、12の展示スペースで、籠細工師の手工芸を展示している。展示物には、輸送・旅行用籠、編んだカルボイ、子供の寝台籠、子供用自転車サドル、洗濯籠などがある。博物館には工房が再現されており、夫婦が籠作りの手工芸を披露している。製品をここで購入することもできる。

### 音楽
ベーヴェルンゲンでは、2つの合唱団、1つの楽隊とブラスオーケストラが音楽に触れる機会を提供している。

### 建築

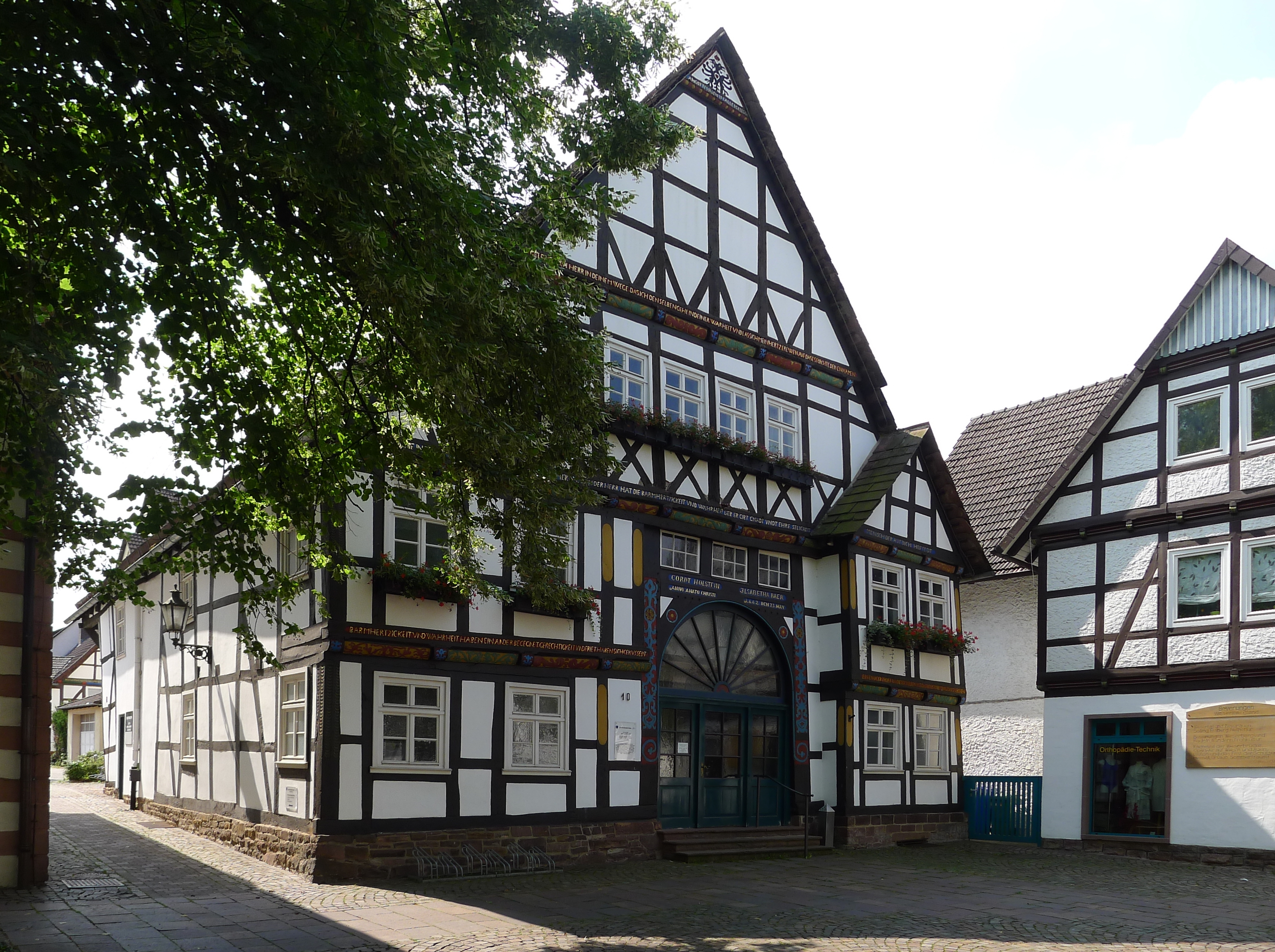
コルト＝ホルシュタイン＝ハウス

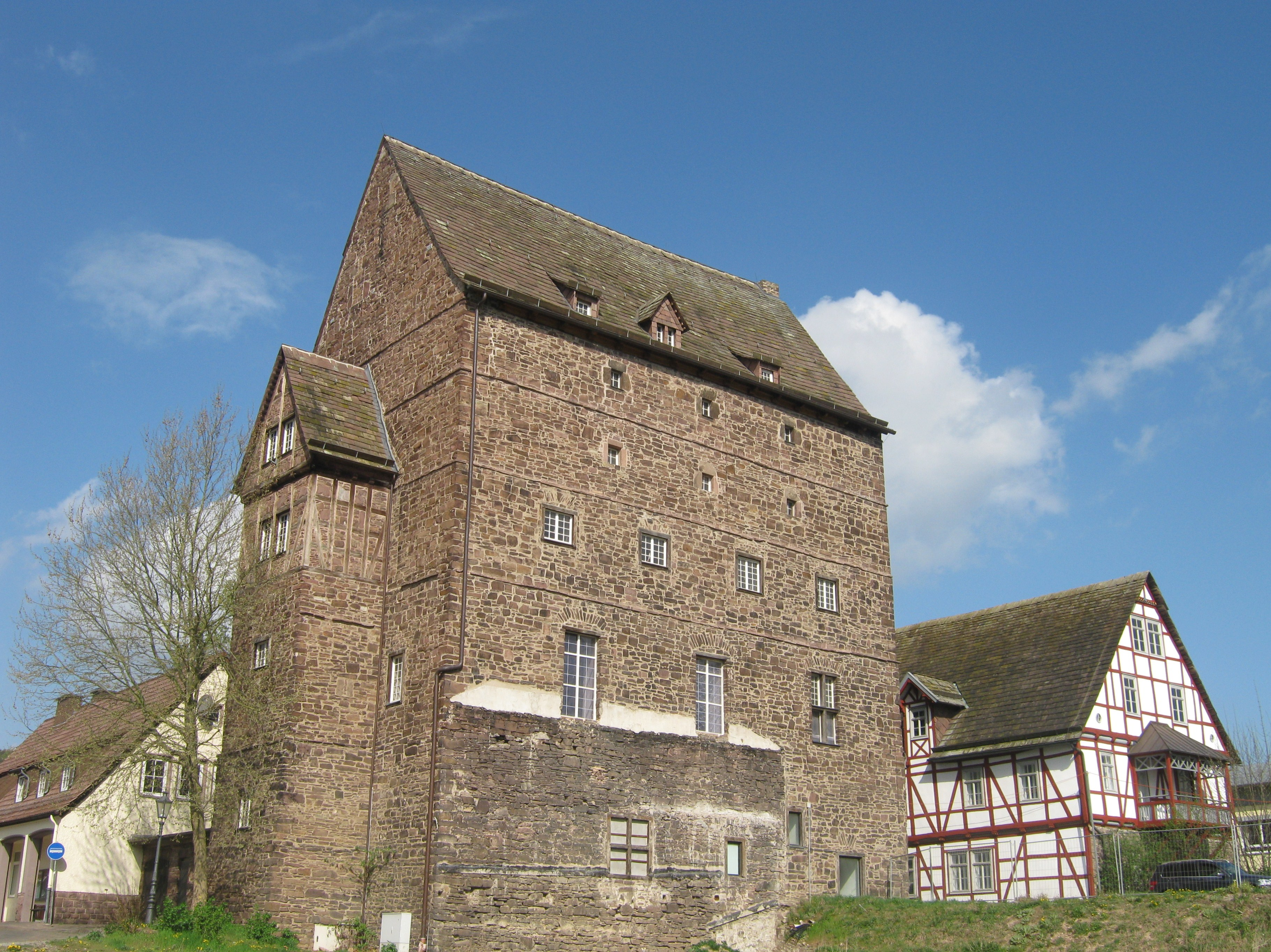
ベーヴェルンゲン城

- アルトドイチェス・ガストハウス（古いドイツの旅館）、1611年建造の木組み作りの切妻建築
- コルト＝ホルシュタイン＝ハウス、1662年建造
- クリストフ＝ジーカー＝ハウス、1693年建造の木組みのファサード
- カトリック教区教会洗礼者聖ヨハネ教会
- 旧区裁判所、斑砂岩の切石建築
- ベーヴェルンゲン城、1332年建造、現在のヴェーザー橋に直接つながっていた。
- 旧渡し守の家
- ハノーフェルシェ・クリッペンのヴェーザー＝スカイウォーク（山からヴェーザー川を望む展望台付き遊歩道）

### 公園

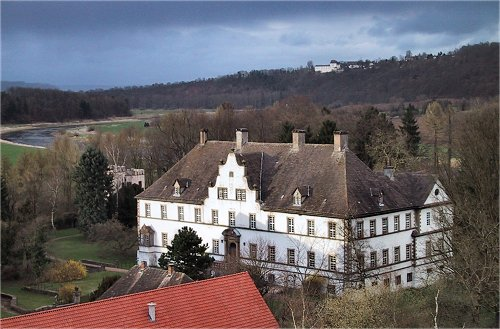
ヴェールデン城館

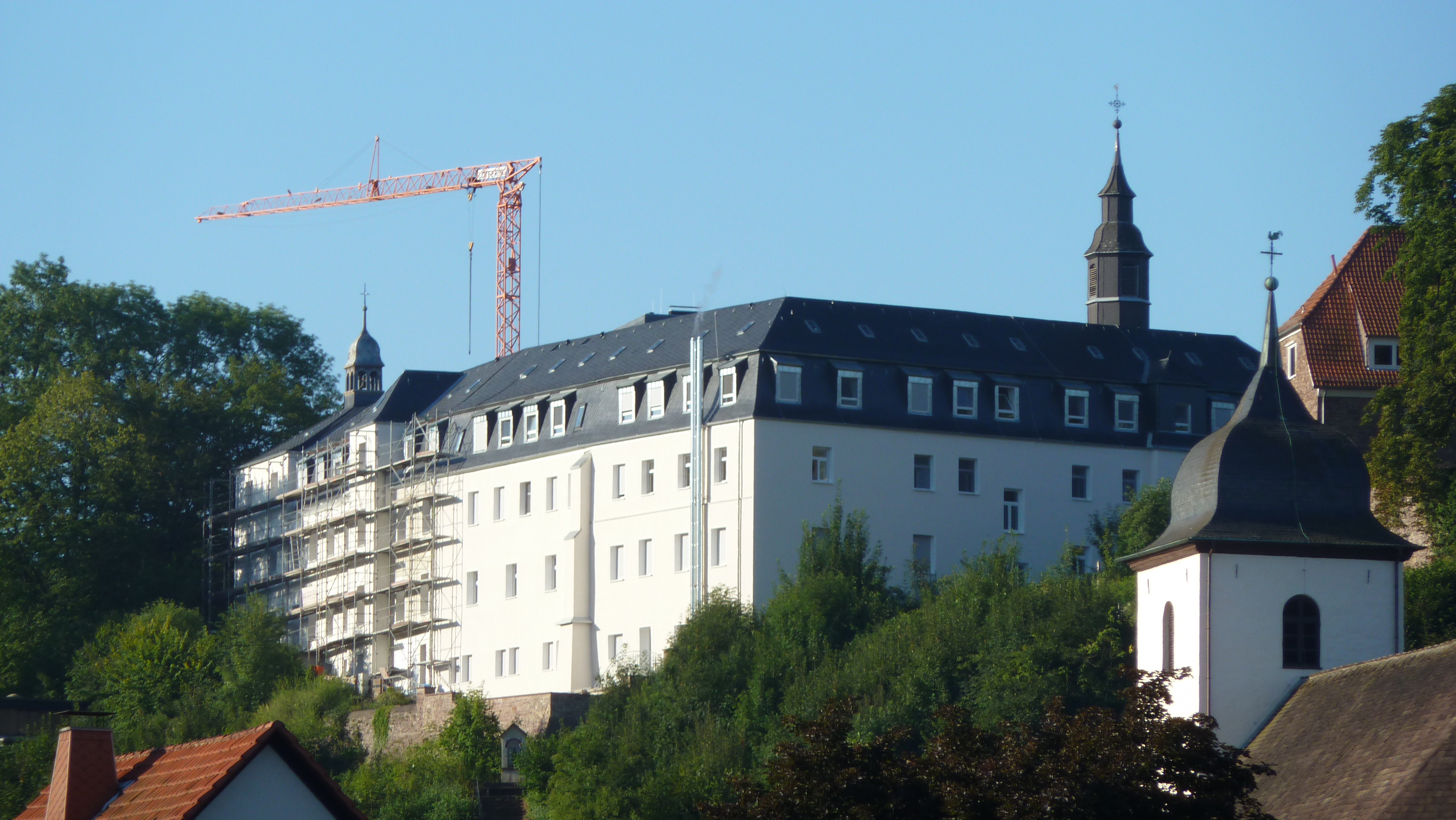
ヘルシュテレ修道院

グーツパルク・アーメルンクセンは私有地で、一般公開されていない風景庭園であり、広さは約 0.5 ha である。おそらく19世紀に造営され、広い芝生広場、散策路、植栽からなる。特筆すべきは、ムラサキブナ、シダレヨーロッパブナ、北入り口道路の西ヴィルトシャフツヴェーク沿いの並木である。
やはり私有地で、北東側部分だけが一般公開されているヴェールデン城館庭園は、広さ約 2 ha で、1895年に造営された。城館に近い敷地は、古い立木やかつての散策路が残る手入れされた芝生広場である。人目を惹く立木があるが、これはおそらくこの公園施設が造営される前からすでに存在していたと考えられている。この公園のヴェーザー川に面する部分は第二次世界大戦後放棄され、2003年に再造営された。この部分にも古木や散策路の跡が残されている。フルートムルデは一般に立ち入ることのできる私有地の公園部分である。
グーツパルク・ヴュルガッセンは広さ 1 ha で、一般公開はされていない。この風景庭園はおそらく敷地の南と西に位置する農園主の館と同じ18世紀後半に造営された。特筆すべき植物としては、シダレヨーロッパブナ、シダレトネリコ、ユリノキ、イチョウがある。庭園の一部は現在、主に乗馬場として利用されている。
ヘルシュテレ修道院庭園は、私有地内にある修道院の養樹園であり、広さは 4 ha である。シャウガルテンは一般公開されている。この庭園施設は、19世紀末に壁で囲まれた。この公園がいつ造られたかは定かでない。20世紀になるとこの庭園は、南東方向に大きく拡大した。このエリアは果樹園や菜園といった実用園や温室、広い観賞植物コーナーを含んでいる。

### スポーツ
ベーヴェルンゲンには、6つの総合スポーツクラブと、1つのスキー及びハイキングクラブがある。市は屋外プールとスケートリンクを運営している。

### 年中行事

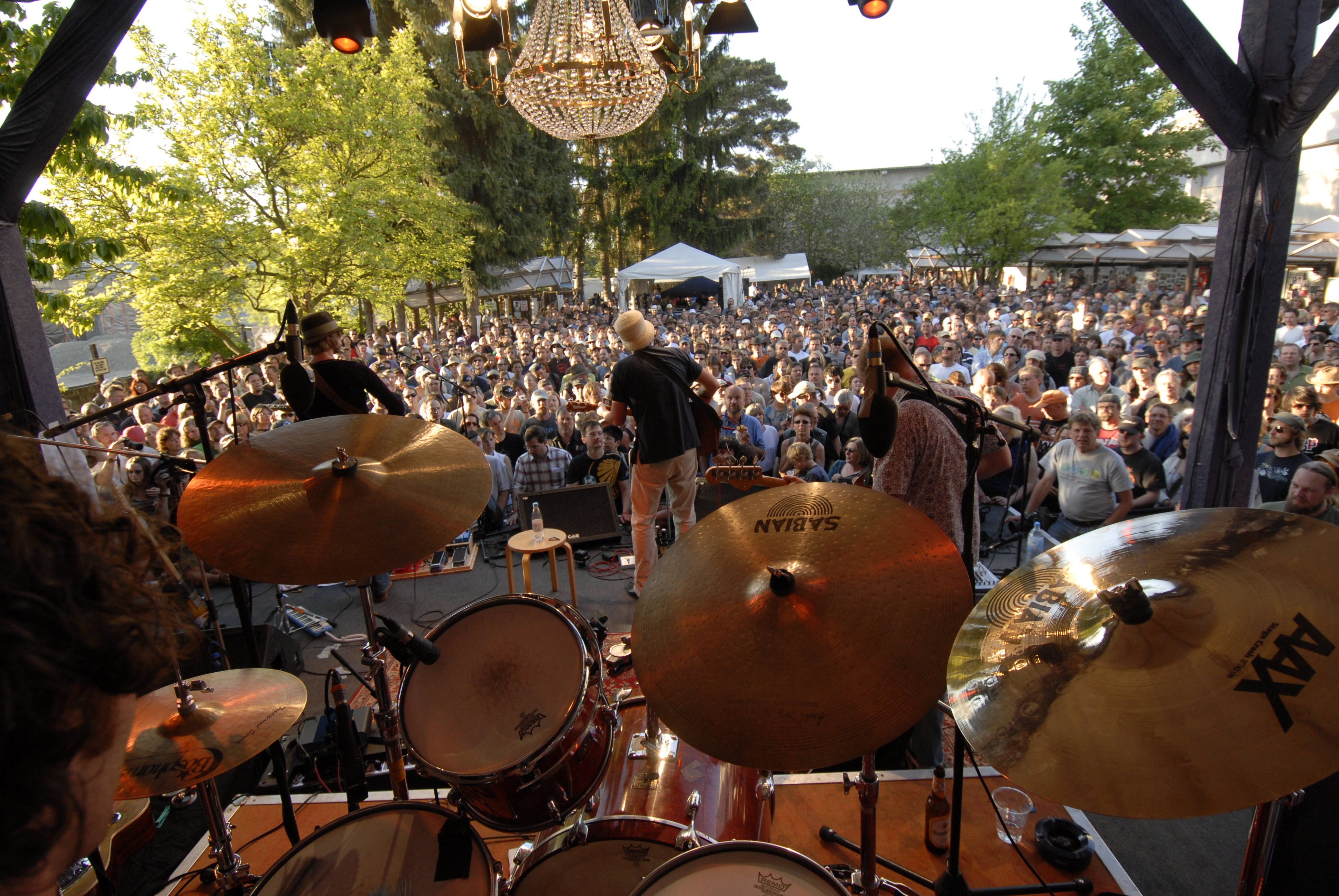
オレンジ・ブロッサム・スペシャル・フェスティバル

ベーヴェルンゲンでは、隣接するラウエンフェルデと共同で、毎年の謝肉祭と2年ごとの射撃祭が開催される。また、毎年伝統的な花の祭りが祝われる。
毎年聖霊降臨祭にオレンジ・ブロッサム・スペシャル・フェスティバルが開催される。これは地元の音楽レーベル「グリッターハウス」のフェスティバルであり、ドイツの国内外から約 2,000人の観客が訪れる。

## 経済と社会資本

### 交通

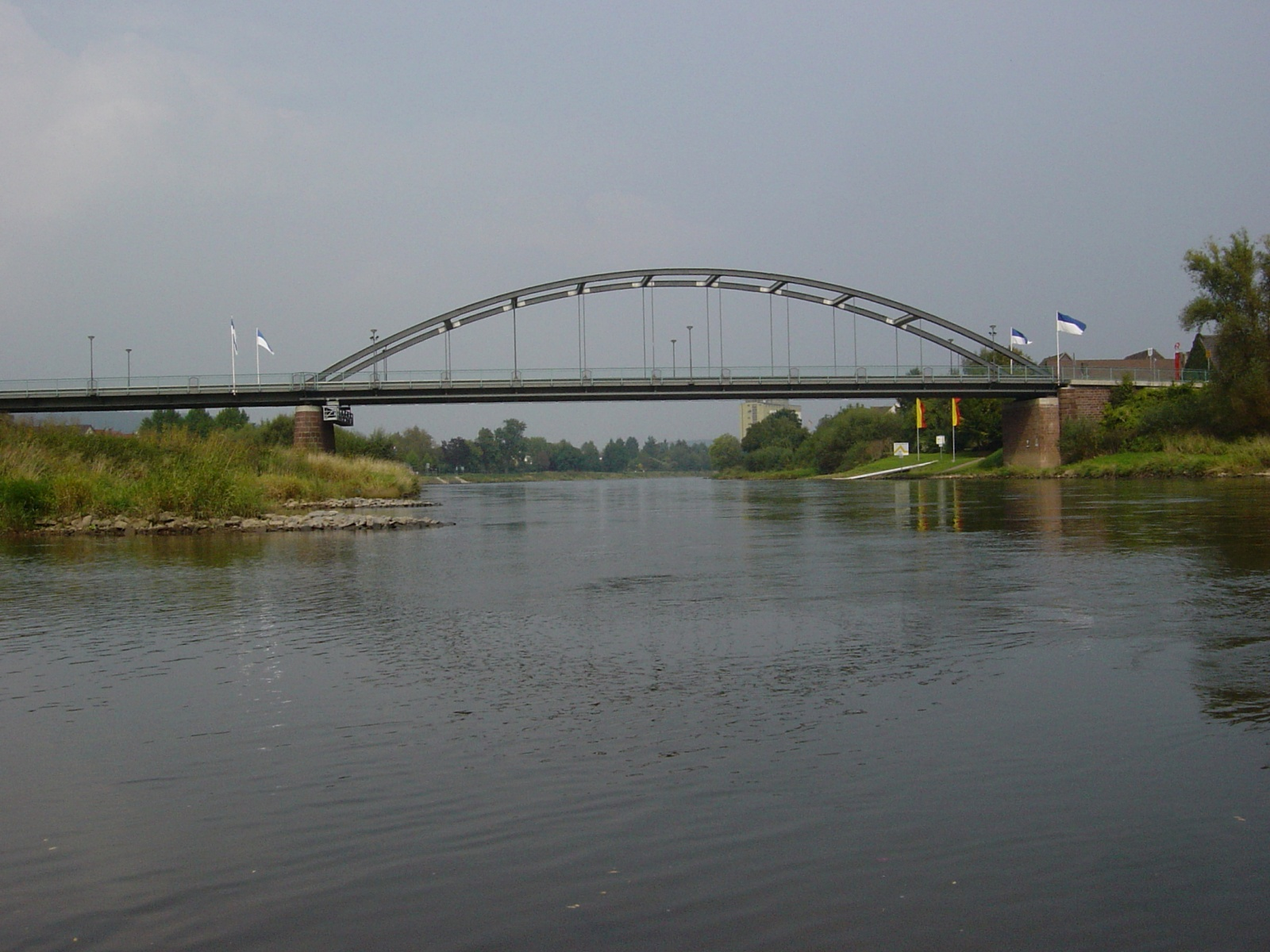
ベーヴェルンゲンとラウエンフェルデとの間のヴェーザー川に架かる橋。連邦道 B241号線が通っている。このアーチ橋は1950年に建設され、2003年に改修された。

ベーヴェルンゲンは、連邦道 B241号線および B83号線沿いに位置している。最寄りのアウトバーンは、約 30 km 南西を A44号線、約 50 km 東を A7号線、約 60 km 西を A33号線が通っている。
ゾリング鉄道の駅は、隣接するラウエンフェルデにあるが、わずかな距離にあるためラウエンフェルデ＝ベーヴェルンゲンという駅名がつけられている。この路線では、2時間間隔でオットベルゲン行きおよびゲッティンゲン行きが発着する。この間隔は、ラッシュ時には1時間間隔と密になる。
ベーヴェルンゲン自体には廃線となったホルツミンデン – シェルフェーデ線が通っていた。この路線は、1980年代に旅客運行が廃止され、最終的にはNATOの純粋な戦略路線となっていた。狭い地下区間が広げられ、橋梁工事が行われた。廃線区間はこれ以後、通行できないようになっている。
最寄りの空港は、約 80 km 離れたパーダーボルン＝リップシュタット空港である。また、ヴェーザー川を約 110 km 下ったミンデンには港がある。

### メディア
日刊紙では、ノイエ・ヴェストフェリシェとヴェストファーレン＝ブラットが、週に6日、ローカルニュースを掲載して刊行されている。両紙のローカル面以外の紙面は、ビーレフェルトのそれぞれの中央編集局で制作される。ヘクスター市では、テークリッヒャー・アンツァイガー・ホルツミンデンが300部刊行されており（2012年現在）、第3の日刊紙となっている。また、パーダーボルン司教区およびコルヴァイ地方では、パーダーボルン郡およびヘクスター郡向けの、地方史、文学、芸術に関する寄稿文を含む「ディー・ヴァルテ」が年に4回発行されている。
ベーヴェルンゲンは、西部ドイツ放送 (WDR) のビーレフェルト地方スタジオの放送エリアに属している。また1991年からは、ラジオ・ホーホシュティフトが放送を行っている。このラジオ局は、この地域のニュースを重点的に採り上げており、広域放送（たとえば WDR）に比べ高い聴取率を得ている。

### 公共機関
ベーヴェルンゲン市には消防団がある。この消防団は、5つの消防隊とさらに各地区の10の消防班に分けられる。消防団には370人の団員と70人の青年消防隊員がいる。消防団は、様々な特殊消防車を含む消防車両を 21台所有している。
市施設局は、1908年からベーヴェルンゲンの発電所を運営している。このし施設局は、2013年にシュタインハイムの施設局と合併した。合併後はベーヴェルンゲン＝シュタインハイム都市施設局 GmbH (BeSte都市施設局)と名付けられた。2014年にボルゲントライヒとバート・ドリーブルクの施設局もこれに加わったが、2014年1月1日以降もBeSte都市施設局と称している。ベーヴェルンゲンの都市施設局は、水供給のために飲料水を採取する6つの泉と1か所の水源を所有している。上水道網の長さは約 137 km である。下水道網の長さは 143.5 km で、市の汚水処理場に運ばれる。
カトリックの教会組織は、ベーヴェルンゲンに3つの図書館を運営している。この図書館には、書籍、CD、CD-ROMや音声劇を含め、8500点のメディアが収蔵されている。
2010年からベーヴェルンゲンに、55歳以上の人のためのシニアビューロが設けられた。これは作業を通して、社交的、社会的、文化的生活を共同で築く場である。シニアビューロは、ボランティア団体「ベーヴェルンゲンのシニアネット e.V.」によって運営されており、その本部は2012年6月からベーヴェルンゲン市のサービス・センターに置かれている。このサービス・センターには、サービス業者のベーヴェルンゲン・マーケティング、ツーリズム・インフォメーション、ベーヴェルンゲンおよび周辺地区文化協会 e.V.、市民大学およびシニアビューロが入居している。
その他の機関

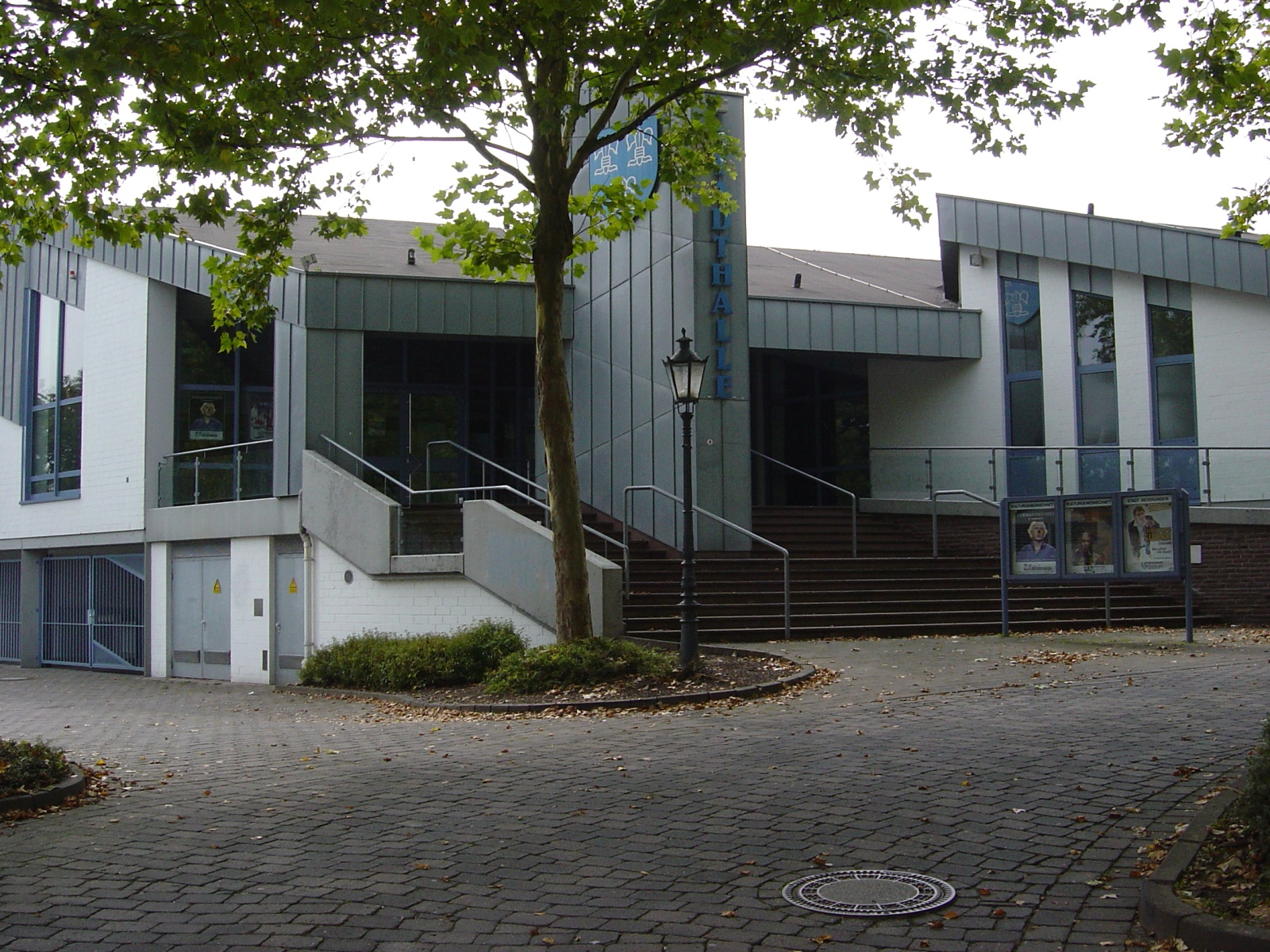
ベーヴェルンゲン市立ホール

- 市立ホール: 1970年代末に建設された市立ホールは、1996年12月26日に地下壁にまで及ぶ火災で焼失し、その翌年に建て替えられた。
- ヴュルガッセン原子力発電所 (KWW) は、第一世代の沸騰水型原子炉の発電所であった[32]。この発電所はヴュルガッセン地区にあり、1971年から1994年8月26日まで稼働したが、原子炉外壁に微小な亀裂が生じたため、1997年4月14日に廃止された。2014年までの17年間で、10億ユーロ以上の費用をかけてこの原子力発電所は解体され、炉心が外され、電離放射線から解放された。455,000トンの廃材のうち、約5,000トンが放射性廃棄物であった。管理棟の解体はまだなされておらず、この土地は高レベルおよび中レベルの放射性廃棄物の一時保管場となっている[33]。

### 地元企業
ベーヴェルンゲンの企業の重点分野は建設業である。システムバウの最初期の製造者の一つは、ベーヴェルンゲンに本社を置いている。また、板ガラス産業の下請け業者や数多くの木工業者がここに本社を置いている。さらにベーヴェルンゲンには、観光業、サービス業や廃棄物産業もある。
ベーヴェルンゲンはインディーズ系音楽レーベルで通信販売業者のグリッターハウスの本社所在地である。

### 教育
ベーヴェルンゲンには、本課程学校、実科学校、ギムナジウムが集まった学校センターがある。ここには隣接するニーダーザクセン州ラウエンフェルデやヘッセン州のトレンデルブルク＝ランゲンタールからも学生が通っている。ベーヴェルンゲン市は、ベーヴェルンゲン、アーメルンクセン、ヘルシュテレ、ダルハウゼンの4校の基礎課程学校の他、「学習、言語、感情及び社会的成長」に重点を置いた養護学校1校を運営している。就学前教育としては、ベーヴェルンゲン、アーメルンクセン、ダルハウゼン、ヘルシュテレ、ヴュルガッセン、ティーテルゼン、ヴェールデンに幼稚園がある。これらの施設の運営は、ベーヴェルンゲン市、カトリック教会、福音主義教会、保護者自主組織（プーステブルーメ＝ベーヴェルンゲン）である。
2013年10月15日現在ベーヴェルンゲン市には113人の教員と 1,606人の生徒・児童がいた。このうち 394人が基礎課程学校、555人が実科学校、629人がギムナジウム、28人が養護学校に在籍している。

## 人物

### ゆかりの人物
- ディーター・ギーゼラー（ドイツ語版、英語版）（1941年 - 2008年）自転車競技選手。晩年ベーヴェルンゲンで暮らし、この街で亡くなった。

## 引用
1. ↑  Bevölkerung der Gemeinden Nordrhein-Westfalens am 31. Dezember 2023 – Fortschreibung des Bevölkerungsstandes auf Basis des Zensus vom 9. Mai 2011
2. ↑  Max Mangold, ed (2005). Duden, Aussprachewörterbuch (6 ed.). Dudenverl. p. 200. ISBN 978-3-411-04066-7
3. ↑  Geowissenschaftliche Gemeindebeschreibungen NRW - Beverungen（2015年3月7日 閲覧）
4. ↑  Erdwärme nutzen: Geothermiestudie liefert Planungsgrundlage Archived 2005年9月14日, at the Wayback Machine.（2014年12月25日 閲覧）
5. 1 2  ノルトライン＝ヴェストファーレン州データ管理・統計局: Kommunalprofil Beverungen（2015年3月7日 閲覧）
6. 1 2  Hauptsatzung der Stadt Beverungen（2015年3月7日 閲覧）
7. ↑  Monatstemperaturen in 2009 an der Wetterstation Beverungen-Drenke sowie langjähriges Mittel（2015年3月7日 閲覧）
8. ↑  Niederschlag: langjährige Mittelwerte 1961 - 1990（2015年3月7日 閲覧）
9. ↑  Gesetz zur Neugliederung des Kreises Höxter（2015年3月10日 閲覧）
10. ↑  Martin Bünermann: Die Gemeinden des ersten Neugliederungsprogramms in Nordrhein-Westfalen. Deutscher Gemeindeverlag, Köln 1970, p. 107.
11. ↑  Gemeindestatistik des Landes Nordrhein-Westfalen: Bevölkerungsentwicklung 1816–1871. Statistisches Landesamt Nordrhein-Westfalen, Düsseldorf 1966, p. 194
12. ↑  Gemeindestatistik des Landes Nordrhein-Westfalen: Bevölkerungsentwicklung 1871–1961. Statistisches Landesamt Nordrhein-Westfalen, Düsseldorf 1964, pp. 384–385
13. ↑  Die Wohnbevölkerung in den Gemeinden Nordrhein-Westfalens 1970. Statistisches Landesamt Nordrhein-Westfalen, Düsseldorf 1972, pp. 39–46
14. ↑  ノルトライン＝ヴェストファーレン州選挙管理委員会: 2014年5月25日のベーヴェルンゲン市議会議員選挙結果（2015年3月11日 閲覧）
15. ↑  Bürgermeisterwahl NRW - Stadt Beverungen（2015年3月11日 閲覧）
16. ↑  Klemens Stadler: Deutsche Wappen - Bundesrepublik Deutschland. Angelsachsen Verlag, 1964–1971, 8 Bände
17. ↑  Stadt Bewehrungen - Städtepartnerschaften（2015年3月11日 閲覧）
18. ↑  meinestadt.de - Stadthalle Beverungen（2015年3月11日 閲覧）
19. ↑  Korbmacher-Museum Dalhausen（2015年3月11日 閲覧）
20. ↑  LWL Geodaten Kultur - Gut Amelunxen, Beverungen（2015年3月11日 閲覧）
21. ↑  LWL Geodaten Kultur - Schlossanlage Wehrden, Beverungen（2015年3月11日 閲覧）
22. ↑  LWL Geodaten Kultur - Gut Würgassen, Beverungen（2015年3月11日 閲覧）
23. ↑  LWL Geodaten Kultur -  Kloster Herstelle, Beverungen（2015年3月11日 閲覧）
24. ↑  Orange Blossom Special Festival 公式ウェブサイト（2015年3月12日 閲覧）
25. ↑  600 Tonnen Stahl verbinden Lauenförde und Beverungen, Täglicher Anzeiger, 2003年4月19日付け
26. ↑  Neue Westfälische（2015年3月11日 閲覧）
27. ↑  Westfalen-Blatt（2015年3月11日 閲覧）
28. ↑  Täglicher Anzeiger Holzminden（2015年3月5日 閲覧）
29. ↑  die Warte（2015年3月5日 閲覧）
30. ↑  Radio Hochstift（2015年3月11日 閲覧）
31. ↑  BeSte Stadtwerke（2015年3月11日 閲覧）
32. ↑  IAEA Power Reactor Information System - Würgassen（2015年3月11日 閲覧）
33. ↑  Chronik: AKW Würgassen（2015年3月11日 閲覧）
34. ↑  Wirtschaftszentrum an der Weser（2015年3月11日 閲覧）